# Říčany (Södra Mähren)
Říčany eller Říčany u Brna är en by och kommun i Tjeckien. Den är belägen i regionen Södra Mähren, i den sydöstra delen av landet, 170 km sydost om huvudstaden Prag. Říčany ligger 349 meter över havet och antalet invånare är 2 088.